# XF9

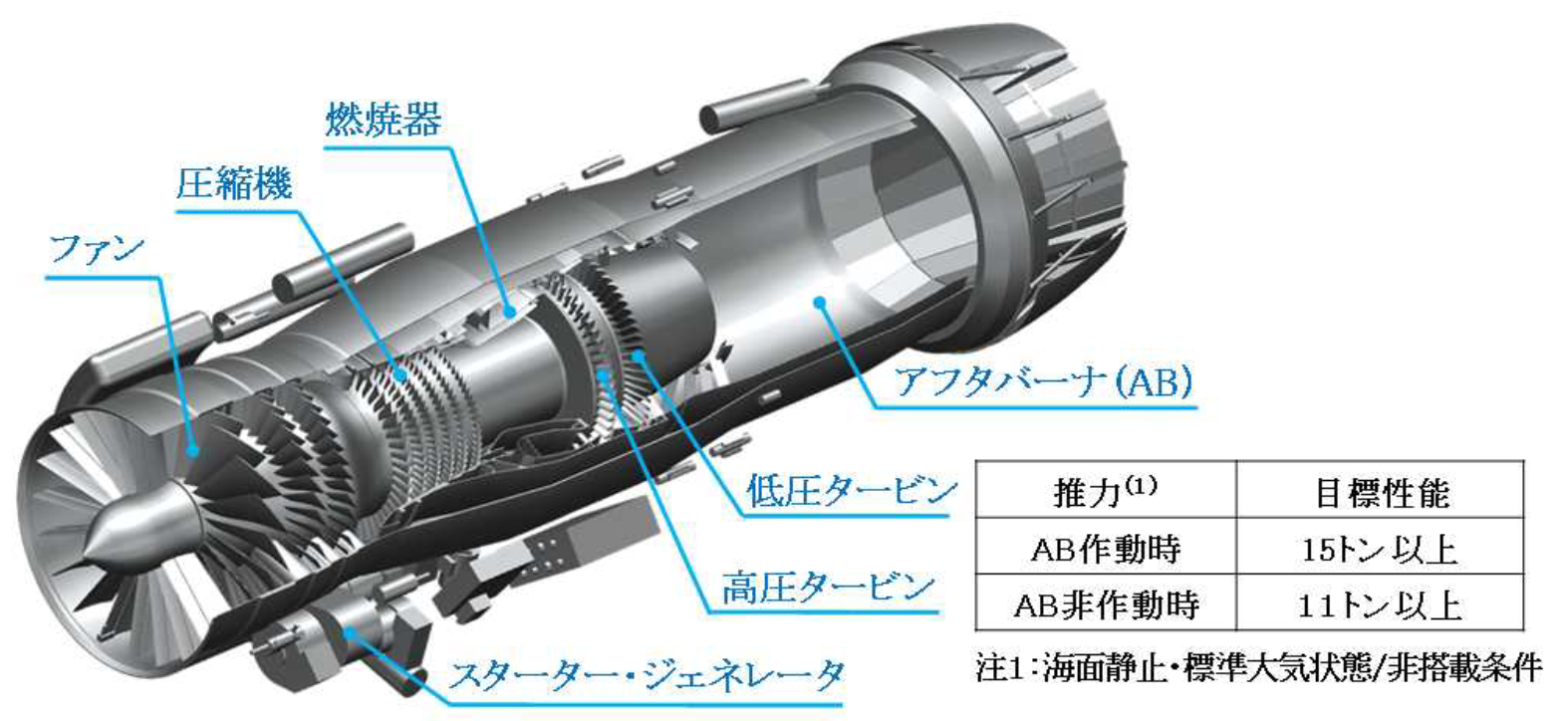
XF9-1의 일러스트

XF9는 일본 IHI 제조사가 개발한 항공기용 엔진이다. 일본의 차세대 전투기 F-3에 탑재될 엔진이다.

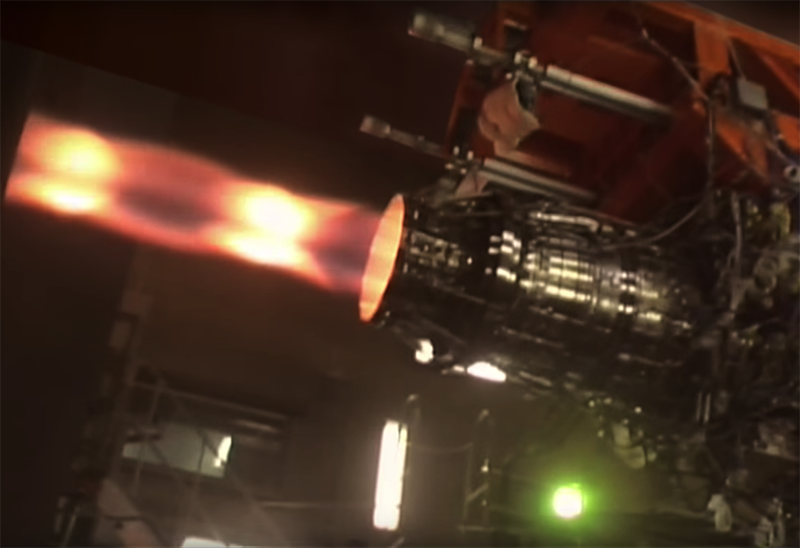
시험중인 모습

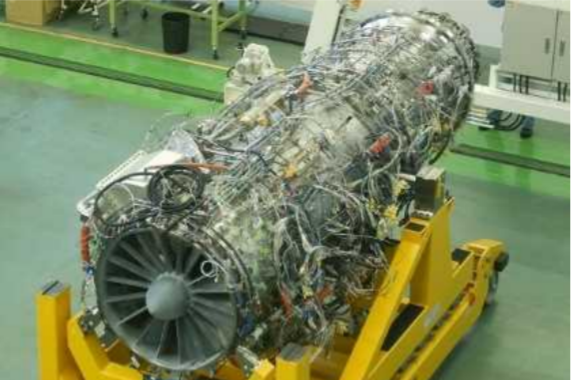
개발중인 고성능 엔진 XF9-1의 사진

## 일본 IHI 제조사의 군용기용 엔진
- 일본 - XF3 : 가와사키 T-4 훈련기

- 일본 - XF5 : 미쓰비시 X-2 스텔스기

- 일본 - XF7 : 가와사키 P-1 초계기
- 일본 - XF9 : 미쓰비시 F-3 전투기

## 같이 보기
- F3 (엔진)
- F7 (엔진)
- 항공기 엔진 제조업체 목록